# Synagoge (Tholey)
Die Synagoge von Tholey wurde 1863 in der zum Landkreis St. Wendel gehörenden Gemeinde Tholey in der Hauptstraße (heute Trierer Straße 49) erbaut. Sie wurde 1937 aufgegeben und mehrmals verkauft. Anfang der 1950er Jahre wurde auf den Grundmauern der Synagoge ein Wohnhaus errichtet.

## Synagoge
Bis ca. Jahr 1837 besaß die Gemeinde weder eine eigene Synagoge noch einen Betsaal. Die Mitglieder der Gemeinde besuchten die Gottesdienste in Saarwellingen. Nachdem ab 1837 ein Betsaal in einem Wohnhaus eingerichtet worden war, wurde ab 1860 der Bau einer eigenen Synagoge geplant. Nachdem die Genehmigung zum Bau vorlag, wurde 1863 eine Kollekte durchgeführt um die für den Bau benötigten Mittel zu erhalten. Der überwiegende Teil der Mittel bestand aus Spenden aus den jüdischen Gemeinden des Rheinlandes. Bereits am 4. Dezember 1863 konnte die Synagoge in der Hauptstraße (heute Trierer Straße 49) eingeweiht werden. Sie verfügte über eine Frauenempore und im Keller über eine Mikwe. Nach dem Volksentscheid 1935 und dem damit verbundenen Anschluss des Saargebietes an das Deutsche Reich emigrierten so viele Mitglieder der jüdischen Gemeinde, dass die Synagoge 1937 geschlossen werden musste und an einen Privatmann verkauft wurde, der den Bau eines Privathauses auf dem Grundstück plante. Dieser Umstand führte dazu, dass die Synagoge während der Novemberpogrome 1938 nicht beschädigt wurde. Da dieser Plan nicht umgesetzt wurde, kaufte die Gemeinde im Jahr 1939 das Grundstück mit der, zu diesem Zeitpunkt bereits teilweise abgerissenen Synagoge, auf. 1948 kauften zwei nach Tholey zurückgekehrte Mitglieder der ehemaligen jüdischen Gemeinde das Grundstück von der Gemeinde und verkauften es 1950 erneut an eine Familie. Diese errichtete dann Anfang der 1950er Jahre auf den Grundmauern der Synagoge ein Wohnhaus.

## Jüdische Gemeinde Tholey
Erstmals erwähnt wird eine aus drei Personen bestehende jüdische Familie in Tholey im Jahr 1729. Ab dem Jahr 1787 gehörte Tholey zum Herzogtum Pfalz-Zweibrücken und erhielt die Stadt- und Marktrechte. Da die Herzöge von Zweibrücken die Ansiedelung von jüdischen Bürgern förderten, stieg ab diesem Zeitpunkt auch die Zahl der jüdischen Einwohner in Tholey stark an. Ab ca. 1800 konnten die Toten der Gemeinde auf einem eigenen Friedhof beigesetzt werden. Bereits 1841 verfügte die Gemeinde über eine jüdische Privatschule, die 1876 als öffentliche jüdische Elementarschule anerkannt wurde und ab 1886 in einem eigenen Schulgebäude untergebracht war. Sie bestand bis 1916. Anschließend verfügte die Gemeinde nur noch über ein Religionsschule. Im Jahr 1936 wurde das Gebäude verkauft. Wirtschaftliche Schwierigkeiten im letzten Drittel des 19. Jahrhunderts in Folge des eingeführten Freihandels, führten zu einer ersten Welle der Emigration von überwiegend wohlhabenden jüdischen Familien. Nach dem Volksentscheid 1935 emigrierten fast alle jüdischen Einwohner. Die letzten verbliebenen 13 jüdischen Einwohner wurden am 22. Oktober 1940 in das Internierungslager Gurs deportiert.

### Entwicklung der jüdischen Einwohnerzahl
| Jahr           | Juden | Jüdische Familien |
| -------------- | ----- | ----------------- |
| 1729/1730      |       | 1                 |
| 1787           |       | 10                |
| 1790           | 41    |                   |
| 1843           | 88    |                   |
| 1895           | 91    |                   |
| 1925           | 45    |                   |
| 1935           | 41    |                   |
| September 1940 | 13    |                   |

Quelle: alemannia-judaica.de; jüdische-gemeinden.de
Im Gedenkbuch – Opfer der Verfolgung der Juden unter der nationalsozialistischen Gewaltherrschaft 1933–1945 und in der Zentralen Datenbank der Namen der Holocaustopfer von Yad Vashem werden 33 Mitglieder der jüdischen Gemeinde Tholey (die dort geboren wurden oder zeitweise lebten) aufgeführt, die während der Zeit des Nationalsozialismus ermordet wurden.